# 崔召镇
崔召镇原是中国山东省青岛市平度市下辖的一个镇，现已并入东阁街道。

## 行政区划
崔召镇下辖崔召村、后寨村、小鱼脊山村、凤鸣屯村、前赵家庄村、河东付家村、官家庄村、官家疃村、大鱼脊山沟东村、大鱼脊山沟西村、山南头村、河东马戈庄村、湾头村、水石埠村、北宋家庄村、北杨家庄村、东方家岭村、西方家岭村、朱黄村、东杨家庄村、五甲村、姜家屯村、四十里堡村、下袁家村、汉军寨村、沙岭村、凤凰山村、大宝山村、小宝山村、二十里堡村、小庄村、张家埠村、炉坊村、西丁家村、臧家村、河洼村、西郑家村、后韩家村、王家村、黄山东头村、黄山后村、路子口村、尹家村、河西于家村、毛家村、下马村、上马村、陡沟村、古村、卢家村、英兰埠村、北陶家村、西李村、东李村、小李村。

## 人口
2010年中国第六次人口普查时，崔召镇共有人口29398人。共有家庭9017户，平均每户3.22人。14岁以下的少年儿童共4626人，占总人口15.73%；15-64岁人口共21410人，占总人口72.82%；65岁及以上的老年人共3362人，占总人口的11.43%。男性共计14971人，占总人口50.92%；女性共计14427，占总人口49.07%。本地居住的人口中，拥有本地户籍的人口为28578人，占97.21%。
1. ↑  中国国务院人口普查办公室、中国国家统计局人口就业统计司等. . 统计年鉴分享平台: 表15 山东省乡、镇、街道人口. 2010  [2018-07-19]. （原始内容 (收费)存档于2018-07-19）.